# Stander
Als Stander bezeichnet man üblicherweise dreieckige, außerhalb des Marine- und Schifffahrtswesens aber auch anders (häufig quadratisch) geformte Flaggen zur Kennzeichnung von Funktionen, Befehlsstellen oder Amtspersonen bzw. deren Fahrzeugen oder Standorten, oder zur Signalübermittlung. Ursprung sind die mittelalterlichen Standarten, die Truppenführern und Herrschern zur Kennzeichnung ihrer Anwesenheit vorangetragen wurden.
Stander finden unter anderem Verwendung als
- Club- oder Vereinsstander von Yachtclubs bzw. Segelvereinen
- Hilfsstander im Internationalen Flaggenalphabet
- Rangflaggen militärischer Befehlshaber (Kommandoflagge) oder Kennzeichen militärischer Einrichtungen
- Stander militärischer Verbände, z. B. Kommandozeichen der Bundeswehr
- Windrichtungsanzeiger (Verklicker) an der Mastspitze bei Segelfahrzeugen

Beispiele für Stander
Akademischer Segler-Verein in Kiel
Württembergischer Yacht-Club
Norddeutscher Regatta Verein
Spandauer Yacht-Club
Flensburger Segel-Club
Segelclub Rhe
Detroit Yacht Club
Geschwaderstander der Deutschen Marine
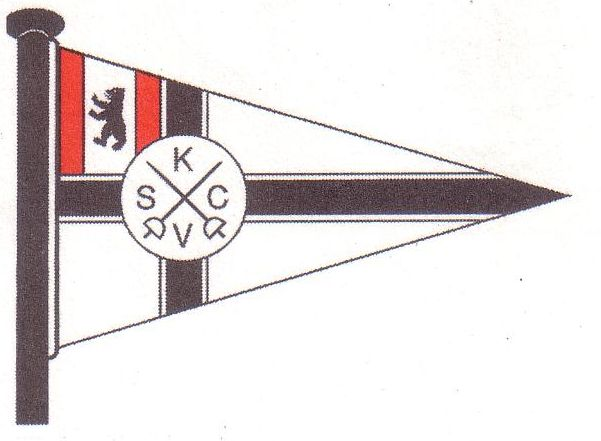
WVAC
Verein Seglerhaus am Wannsee